# Esteves Colnago
Esteves Pedro Colnago Junior (Manaus) é um economista brasileiro que ocupou o cargo de ministro do Planejamento durante o Governo Temer e atual Secretário especial do Tesouro e Orçamento, tendo anteriormente ocupado a função de Secretário adjunto da Fazenda. 
Foi ministro do Planejamento entre abril a dezembro de 2018 durante o governo Michel Temer e secretário executivo do Planejamento de maio de 2016 a maio de 2018, na gestão do então ministro Dyogo Oliveira.
Analista de carreira do Banco Central, Colnago assumiu o comando da Secretaria de Tesouro e Orçamento em julho de 2020, nomeado pelo então presidente Jair Messias Bolsonaro. Em 2 de dezembro de 2022, pediu demissão do cargo por questões pessoais, após uma debandada de servidores pedirem demissão devido a uma crise de credibilidade crescente em relação à equipe econômica do governo.
É mestre em economia pela Universidade de Brasília e professor do Instituto de Ensino Superior de Brasília.